# Terry Chimes
Terry Chimes (* 5. Juli 1956 in London, alias Tory Crimes) ist ein britischer Schlagzeuger und war Mitbegründer der britischen Punk-Band The Clash.

## Leben
Chimes, der im Londoner Stadtteil Mile End geboren wurde, besuchte von 1967 bis 1974 die Raine’s Foundation School im innerstädtischen Londoner Viertel Bethnal Green, die auch heute noch erklärt, sie „hänge an den traditionellen Werten von harter Arbeit, guter Führung, Treue und hohen Anforderungen an Kleidung und Erscheinungsbild“ (engl.: „which still adheres to traditional values of hard work, good conduct, loyalty and high standards of dress and appearance“). 1970 erlernte er im Alter von 15 Jahren das Schlagzeugspiel. Er wurde Mitglied einer der ersten englischen Punk-Bands, London SS von Mick Jones. Zusammen mit Jones, dem Bassisten Paul Simonon, dem Sänger Joe Strummer (zuvor The 101ers) und Keith Levene rief er im Juni 1976 die Punkband The Clash ins Leben. Er saß zunächst bis Mai 1977 und danach – als sich die Band von seinem Nachfolger Topper Headon wegen Drogenproblemen getrennt hatte – noch einmal von Mai 1982 bis Mai 1983 während einer USA- und England-Tournee (Combat Rock Tour) für The Clash am Drumset. Terry Chimes perkussionistische Fertigkeiten können auf dem Debüt-Studioalbum The Clash (1977) sowie auf einigen Tracks des Live-Kompilationsalbums From Here to Eternity: Live (1999) angehört werden. Auf dem Studioalbum wird er allerdings als Tory Crimes geführt, ein Spitzname, den ihm der Clash-Roadie Stephen „Roadent“ Connolly im Nachhinein verpasst hatte.
Nach seinem ersten Abschied von The Clash spielte er für Cowboys International (1979), Generation X (mit seinem London SS-Kollegen Tony James und Billy Idol, 1979–1980) sowie The Lords of the New Church (1980) und nach seinem zweiten Weggang für die finnische Crossover-Band Hanoi Rocks (1985), die nach dem überraschenden Verkehrsunfalltod ihres Drummers Nicholas „Razzle“ Dingley am 9. Dezember 1984 im kalifornischen Redondo Beach (am Steuer saß der Mötley Crüe-Sänger Vince Neil) dringend nach Ersatz suchte. Mit den Hanoi-Rockern Antti Hulkko (alias Andy McCoy, Gitarre, Keyboard) und Jan Stenfors (alias Nasty Suicide, Gitarre), dem Bassisten Timo Caltio (zuvor Roadie der Hanoi Rocks) und der Leadsängerin Anita Mahadervan (alias Anita Chellamah, vorher beim Frauen-Vokalquintett Toto Coelo aktiv) bildete er nach dem Auseinanderbrechen der finnischen Gruppe die Cherry Bombz (1985–1988). Chimes ließ sich außerdem für die Aufstellung der „Eternal Idol Tour“ von Black Sabbath im Vereinigten Königreich (1987–1988) anwerben. 1992 bis 1993 fand seine musikalische Karriere mit einem Einsatz für Les McKeown and the 70’s Bay City Rollers, einer vom Ex-Bay City Roller-Sänger Leslie Richard McKeown initiierten Revivalkapelle der bekannten Teenie-Bopper-Boygroup, einen eher Punk-untypischen Abschluss.
Terry Chimes hatte sich allerdings bereits seit den späten 1980er Jahren dem Beruf des Heilpraktikers zugewendet, besuchte fünf Jahre lang Fortbildungsseminare, betrieb Akupunktur in London, hospitierte an Kliniken in der Volksrepublik China und vervollständigte seine Kenntnisse in Traditioneller Chinesischer Medizin in Nanjing. 1994 eröffnete Terry Chimes eine gut gehende Klinik für Chiropraxis im nordöstlichen Londoner Stadtteil South Woodford, die er seitdem leitet. Sein Spezialgebiet ist die Behandlung von Rückenproblemen.
Am 2. August 2001 zitierte das Lokalblatt Wanstead and Woodford Guardian Chimes mit der Äußerung: „It is much more exciting seeing people get better than playing on stage.“ (dt. „Es ist viel aufregender, mitzuerleben, wie sich die Leute erholen, als auf der Bühne zu spielen.“). Nichtsdestoweniger erfuhr er mit den anderen noch lebenden Clash-Veteranen eine späte und hohe Ehrung: Am 10. März 2003 wurden sie im Rahmen einer feierlichen Zeremonie im Hotel Waldorf Astoria in New York in die Rock and Roll Hall of Fame aufgenommen.
Seit 2007 ist Chimes Vorsitzender des Kuratoriums der CVJM-Organisation Forest YMCA of East London.

## Zitate
- „The straw that broke the camel’s back may have been an argument over a Maserati. We used to check each other saying what do you want out of this and Terry said ‚I want a Maserati’. Imagine our reaction... He was very honest, he just didn't understand we were trying to see if something new could be forged. The next day he never showed up.“ (dt.: „Der Tropfen, der das Fass zum Überlaufen brachte, dürfte ein Streit über einen Maserati gewesen sein. Wir prüften uns immer, indem wir uns über unsere Ziele ausfragten, und Terry sagte ‚Ich möchte einen Maserati’. Stell' Dir unsere Reaktion vor... Er war sehr ehrlich, er verstand einfach nicht, dass wir ausprobierten, ob etwas ganz Neues geformt werden konnte. Am nächsten Tag tauchte er nicht mehr auf.“; Joe Strummer über Terry Chimes[5])
- „It is much more exciting seeing people get better than playing on stage.“ (dt.: „Es ist viel aufregender, mitzuerleben, wie sich die Leute erholen, als auf der Bühne zu spielen.“); Terry Chimes im Lokalblatt Wanstead and Woodford Guardian vom 2. August 2001[3]